# C'est toujours pas sorcier
Pour les articles homonymes, voir CTPS.
C'est toujours pas sorcier (CTPS) est une émission de vulgarisation scientifique pour enfants diffusée depuis 2019 sur Okoo et sur France 4. Elle est présentée par Max Bird, Cécile Djunga et Mathieu Duméry, ainsi que Martial Le Minoux en voix off pour SAMI. La bergère et comédienne Kimi Heng a rejoint l'équipe en octobre 2024.
Elle reprend le concept de C'est pas sorcier, émission très populaire diffusée sur France 3 de 1993 à 2014.

## Concept
Les animateurs de l'émission, à savoir la comédienne Cécile Djunga et les vidéastes Max Bird et Mathieu Duméry , discutent d'un sujet mis en scène, puis Cécile et/ou Mathieu part pour aller sur un terrain concernant le sujet abordé.
Max, accompagné de Mathieu ou de Cécile, commence à introduire le sujet en l'expliquant grâce aux maquettes et à Sami, l'intelligence artificielle de la cabane, qui envoie des informations (images, appels de professionnels, appel de l'animateur sur le terrain) à Max. Ensuite, le deuxième animateur part lui aussi voir une personne ayant un métier concernant le sujet. Pour conclure l'émission, un des animateurs rejoint Max pour l'aider avec des maquettes plus volumineuses servant à introduire un dernier appel avec l'animateur restant et un professionnel.

## Fiche technique
Sauf indication contraire ou complémentaire, les informations mentionnées dans cette section proviennent du générique de fin de l'œuvre audiovisuelle présentée ici.
- Réalisation : David Montagne (Olivier Ruan)
- Rédactrices en chef : Sandie Keignaert, Sandrine Mary et Tatiana Vincent / (Gabriele Hess-Fernandez et Coline Tison en saisons 1 et 2)
- Auteurs : Fanny Cammels, Alexis Cadrot
- Documentaliste : Sarah Guyomard
- Habillage : Monsieur Girafe
- Décors : Les Téléconstructeurs
- Production artistique : Laurent Beaucé
- Voix off : Martial Le Minoux
- Production : Jean-François Péralta
  - Directeur de production : Bertrand Boutot
  - Directrice des productions : Maryse Marascia
  - Production déléguée : Julien Verley et Laurence Schwob
- Société de production : FranceTV Studio
- Pays : France
- Langue : français
- Genre : vulgarisation
- Durée : entre 25 et 30 minutes
- Date de diffusion : 5 décembre 2019

## Liste des épisodes

### Saison 1
Les treize épisodes de la saison 1 sont sortis le 5 décembre 2019 sur Okoo, à l'exception de l'épisode 3 Pourquoi la Terre tremble ?, sorti le 27 janvier 2020.
La saison pendant un mois exclusive à la plateforme, avant d'être diffusée sur le petit écran à partir du 4 janvier 2020 sur France 4 et du 8 janvier 2020 sur France 5.
1. Les Superpouvoirs des abeilles (28 min)
2. Le Mystère des pyramides (25 min)
3. Pourquoi la Terre tremble ? (28 min)
4. Le Cycle de l'eau (27 min)
5. Que reste-t-il des dinosaures ? (30 min)
6. Pourquoi chasser les astéroïdes ? (29 min)
7. Police : quand la science mène l'enquête (29 min)
8. Homo Sapiens, le dernier survivant (27 min)
9. Le Mystère des menhirs (27 min)
10. Manger, digérer : l'aventure intérieure (29 min)
11. Extraterrestres : que sait-on ? (30 min)
12. Sport : le corps dans l'effort (29 min)
13. La Danse des glaciers (28 min)

#### Mini-épisodes
Ces mini-épisodes, nommés: 100 % science, sont diffusés sur la chaîne YouTube d'Okoo.
Un épisode est sorti tous les dimanches midi du 26 avril au 31 mai 2020.
1. Les énergies renouvelables, 26 avril 2020
2. Notre deuxième cerveau, 3 mai 2020
3. La cellule, 10 mai 2020
4. La reproduction, 17 mai 2020
5. L'effet de serre, 24 mai 2020
6. LA bactérie, 31 mai 2020

#### Bonus et Entrevues
Ces épisodes bonus sont disponibles sur la chaîne YouTube d'Okoo. 
Bien qu'ils ne soient pas très importants, ces épisodes supplémentaires sont quand même présentés sous le nom de "CTPS". 
Leur durée varie entre 55 secondes et 6 min 35 s.
À noter : 
- le générique proposé est celui de l'épisode de la saison 1: Manger, digérer : l'aventure intérieure
- la série en 2 parties, nommée les enfants réagissent, existe aussi pour une autre émission de l'offre Okoo : "BAAM".

1. Le Générique, 19 décembre 2019 (55 s)
2. Les enfants réagissent - Partie 1, 29 décembre 2019 (6 min 35 s)
3. Les enfants réagissent - Partie 2, 5 janvier 2020 (5 min 13 s)
4. L'interview de l'équipe choc, 11 janvier 2020 (4 min 10 s)

### Saison 2
Les premiers épisodes de la saison 2 sortent sur Okoo le 7 mai 2020, avant d'être diffusés sur France 4 du 11 mai au 19 septembre 2020 . En raison de la crise Covid, le tournage de l'épisode 11, en milieu confiné, a dû être interrompu.
1. La Grotte Chauvet : l'origine de l'art (27 min)'
2. Mesurer le temps, 22 septembre 2020 (28 min)
3. Avalanches : les dangers de la montagne, 16 juin 2020 (26 min)
4. Araignées : même plus peur !, 22 septembre 2020 (27 min)
5. Volcans : quand la Terre crache du feu, 22 septembre 2020 (28 min)
6. Au feu, les pompiers ! (28 min)
7. Explorer les océans, 16 juin 2020 (29 min)
8. Sucre : pour le meilleur et pour le pire, 16 juin 2020 (28 min)
9. La Lune, notre voisine, 22 septembre 2020 (28 min)
10. La vie secrète des arbres, 22 septembre 2020 (28 min)
11. À la découverte des dents, 16 juin 2020 (25 min)
12. Chercher l'or, 16 juin 2020 (29 min)
13. Le coup de foudre, 22 septembre 2020 (27 min)
14. Énergie : rien ne se crée, tout se transforme, 16 juin 2020 (26 min)
15. Reproduction : comment fait-on les bébés ?, 22 septembre 2020 (26 min)
16. La Terre est ronde !, 22 septembre 2020 (26 min)
17. La guerre des poux, 22 septembre 2020 (26 min)
18. Vivre dans l'espace (27 min)
19. Tempêtes : quand le vent se déchaîne, 22 septembre 2020 (28 min)

### Saison 3
Les premiers épisodes de la saison 3 sont prévus pour le 26 mars 2021 sur la plateforme Okoo.
Source Replay FR4 du 30-03-2021, du 09-04-2021, du 23-04-2021, du 14-05-2021 et du 29 juin 2021
1. Vélo : comment ça roule ... droit ? (27 min)
2. Virus : Amis et Ennemis (27 min)
3. Notre corps fonctionne grâce à l'électricité, 26 mars 2021 (27 min)
4. Le sommeil, essentiel à la vie (27 min)
5. Le soleil : L'astre de tous les enjeux, 26 mars 2021 (26 min)
6. Le chien, meilleur ami de l'humain
7. Pollution de l'air, menons l'enquête !, 26 mars 2021 (26 min)
8. Les déchets : à la poubelle !, 26 mars 2021 (26 min)
9. Les oiseaux, champions des airs
10. Les secrets des feux d'artifice (27 min)
11. Sauvons les coraux, 26 mars 2021 (27 min)
12. Grandir, c'est pas de la tarte !, 26 mars 2021 (26 min)
13. Les fourmis, l'intelligence collective
14. Les supers pouvoirs de la vue
15. Peut-on devenir invisible ?, 26 mars 2021 (27 min)
16. Sauvegarder les zones humides, 26 mars 2021 (27 min)
17. L'oreille, organe de l'ouïe et de l'équilibre
18. Les émotions, toute une chimie !, 26 mars 2021 (26 min)
19. Orientation / Navigation (27 min)
20. Les poumons - La respiration (26 min)
21. La peau (28 min)
22. Médicaments (27 min)

### Saison 4
À l'occasion de la trentième édition de la Fête de la Science, débutant le vendredi 1er octobre 2021, Okoo diffuse sur sa plateforme : trois épisodes inédits d'une nouvelle saison de la série. Ces épisodes seront suivis par la mise en ligne de deux épisodes de la saison, un vendredi sur deux.
1. Quand le savon se fait mousser (27 min)
2. Pierres précieuses : d'où viennent-elles ? (27 min)
3. Les requins, seigneurs des océans (27min)
4. Donner de la voix (27 min)
5. Méduses, ça baigne ! (25 min)
6. Le sable : il a un petit grain ! (26 min)
7. Courrier, sms... Le voyage de nos messages (27 min)
8. Inondations : pourquoi l'eau monte ? (27 min)
9. Allergie : quand ton corps se trompe (27 min)
10. Le secret des fruits et légumes (27 min)
11. Probabilités : Sommes-nous tous prévisibles ? (27 min)
12. Les chauves-souris : anges ou démons ? (27 min)
13. Champignons : Super champions ! (27 min)
14. Pôle nord et pôle sud : Sont-ils si différents ? (26 min)
15. Les trous noirs : ogres de l'univers (27 min)
16. Le Cheval : un ami qui nous veut du bien (27 min)
17. La main, un outil extraordinaire (25 min)
18. Les robots sont-ils nos amis ? (25 min)
19. La voiture du futur (26 min)
20. Le sel : de la mer à l'assiette (26 min)
21. Le poulpe, le mollusque savant (27 min)
22. Le poids et la masse : toute une histoire (26 min)
23. Courants marins : qui l'emportera ? (26 min)
24. Fondus de chocolat ! (26 min)
25. Dans les coulisses des films d'animation (27 min)

### Saison 5
À l'occasion de la trente-et-unième édition de la Fête de la Science, Okoo publie quatre des épisodes de cette nouvelle saison le 7 octobre 2022. Ils sont ensuite diffusés chaque mercredi et dimanche sur la chaîne France 4, à partir du 12 octobre 2022. La suite des épisodes est publiée sur l'appli Okoo par tranche de deux épisodes un vendredi sur deux.
1. Le sang, c'est la vie (26 min)
2. Observer le ciel et remonter le temps (27 min)
3. La biodiversité est-elle en danger ? (27 min)
4. Les poissons, champions de l'adaptation (27 min)
5. La tour Eiffel, grande dame de la science ! (26 min)
6. Les algues, ces végétaux méconnus (27 min)
7. Quel cirque ! (26 min)
8. Les vers de terre, ingénieurs du sol (25 min)
9. Le cerveau, notre chef d'orchestre (27 min)
10. La Seine dans tous ses états (27 min)
11. Gravité, la force invisible (27 min)
12. La salle de concert parfaite (27 min)
13. Les maths, naturellement géniales ! (27 min)
14. La mémoire, ça s'entretient ! (26 min)
15. Les trains : retour vers le futur (27 min)
16. Code secret, la science de la cryptographie (27 min)
17. Le corps en transparence (27 min)
18. Les moustiques, qui s'y frotte, s'y pique ! (27 min)
19. Chats, alors ?! (26 min)
20. Météo : ce qui fait la pluie et le beau temps ! (27 min)
21. Le bois, un matériau pas comme les autres (27 min)
22. Tous les goûts sont dans la nature (26 min)
23. 37°C, l'énigme de notre température (26 min)
24. Une maison pour la planète (27 min)
25. Le riz, une céréale fascinante (26 min)

### Saison 6
À l'occasion de la trente-deuxième édition de la Fête de la Science, Okoo publie cinq des épisodes de cette nouvelle saison le 6 octobre 2023. Ils sont ensuite diffusés toute la semaine de la Fête (du 8 au 12 octobre 2023) sur France 4. Comme pour les deux saisons précédentes, la suite des épisodes est publiée sur l'appli Okoo par tranche de deux épisodes un vendredi sur deux.
1. Pain, blé, gluten : on déguste ! (27 min)
2. Chaussure à son pied ! (27 min)
3. Crocodiles, alligators, c'est "caïman" pareil (27 min)
4. La magie des couleurs (26 min)
5. Les vêtements : se saper comme jamais ! (27 min)
6. La photo : dessiner avec la lumière (27 min)
7. Léonard de Vinci, l'ingénieux artiste (26 min)
8. La langue des signes, un langage universel ? (27 min)
9. Peut-on courir de plus en plus vite ? (27 min)
10. Le Louvre, bien plus qu'un musée ! (27 min)
11. Les cétacés en danger ! (26 min)
12. Des étoiles plein les yeux ! (26 min)
13. Les ponts, c'est toute une histoire ! (26 min)
14. La musique, c'est de la science ! (27 min)
15. Les intelligences multiples (27 min)
16. La science du football (26 min)
17. Voyage au cœur de la Terre (27 min)
18. D'où vient le fer ? (27 min)
19. La vie secrète des escargots (27 min)
20. Voir dans l'infiniment petit (25 min)
21. La science de l'agriculture (26 min)
22. Vétérinaire, la science au service des animaux (26 min)
23. Le sport, excellent pour la tête aussi ! (27 min)
24. Alerte tsunami ! (25 min)
25. Aux portes du monde virtuel (26 min)

### Saison 7
À l'occasion de la trente-troisième édition de la Fête de la science, Okoo publie six des épisodes de saison 7, le 4 octobre 2024. Ils sont ensuite diffusés les mercredi et dimanche sur France 4. Comme pour les saisons 4, 5 et 6, la suite des épisodes est publiée sur l'appli Okoo. Cette nouvelle saison est notamment marquée par l'arrivée d'une nouvelle présentatrice, Kimi Heng, d'un quiz de fin d'épisode pour ses présentateurs et d'un nouveau générique qui était resté identique depuis la saison 1. Les épisodes suivants sont publiés mensuellement sur Okoo par six.
1. La magie de la neige (27 min)
2. Le froid, c'est complètement givré ! (27 min)
3. Moyen-Âge : trop forts ces châteaux ! (27 min)
4. Fascinants ces serpents ! (27 min)
5. Les langues : quels bavards, ces êtres humains ! (27 min)
6. Haussmann : la révolution dans nos villes ! (26 min)
7. Quand les forêts nous font du bien (27 min)
8. Tout comprendre sur notre cœur... (27 min)
9. Au poil ! (26 min)
10. Houba, houba ! Voici les supers marsupiaux ! (25 min)
11. Canicule : garder la tête froide face au réchauffement climatique (27 min)
12. Les secrets des bonbons (27 min)
13. Les plantes carnivores : mystérieuses et ingénieuses (27 min)
14. Sage-femme : Un métier au service des femmes (27 min)
15. Les papillons : Incroyables insectes (26 min)
16. Fromage : du lait et de la science ! (27 min)
17. Les animaux et nous : c'est ce qui nous lie... (27 min)
18. Jumeaux et jumelles, semblables mais pas pareils (26 min)
19. Notre incroyable squelette ! (26 min)
20. La frise chronologique : un outil scientifique (27 min)
21. Bien dans son assiette, comment manger équilibré ? (26 min)
22. Qu'y a-t-il sous nos pieds ? Les mystères du sol... (26 min)
23. L'Intelligence Artificielle, c'est quoi ? (26 min)
24. Souffler le verre, souffler du rêve (26 min)
25. La bioluminescence, une idée lumineuse ! (25 min)

### CTPS+
En 2021, Okoo et CTPS présentent, sur leur chaîne YouTube, des mini-épisodes dans lesquels un des trois scientifiques de l'émission se focalise sur un sujet durant une à trois minutes (2 min 05 s en moyenne). Par la suite, les épisodes des saisons 4 et 5 contiennent chacun un épisode de CTPS+ dans lequel le sujet traité dans l'épisode principal est abordé sous un autre angle.

#### Première série (2021)
Ces épisodes concernent des sujets traités lors de la troisième saison. Seul 12 des 22 modules sont référencés ici, car les 10 autres sont inconnus (certainement par une absence de publication).
1. Module 1 : Le vélo pour la santé, 30 mai 2021 (1 min 28 s)
2. Module 2 :  Les virus, 6 septembre 2021 (1 min 30 s)
3. Module 3 : Inconnu
4. Module 4 : Le bâillement, 12 juin 2021 (1 min 40 s)
5. Module 5 : Inconnu
6. Module 6 : La vision du chien, 30 avril 2021 (1 min 04 s)
7. Module 7 : Le réchauffement climatique, 2 avril 2021 (1 min 06 s)
8. Module 8 : Le plastique dans les océans, 9 avril 2021 (58 s)
9. Module 9 : Fabrique ta mangeoire, 14 mai 2021 (1 min 25 s)
10. Module 10 : Les nouveaux feux d'artifice, 14 juillet 2021 (1 min 19 s)
11. Module 11 : Inconnu
12. Module 12 : Grandir... de plus en plus !, 19 juin 2021 (1 min 12 s)
13. Module 13 : Inconnu
14. Module 14 : Inconnu
15. Module 15 : Inconnu
16. Module 16 : Inconnu
17. Module 17 : Inconnu
18. Module 18 : Petite histoire des émojis, 13 avril 2021 (1 min 37 s)
19. Module 19 : Inconnu
20. Module 20 : Les champions de l'apnée, 1er septembre 2021 (51 s)
21. Module 21 : Imprimer de la peau, 27 juin 2021 (1 min 23 s)
22. Module 22 : Inconnu

#### Deuxième série (2021-2022)
Chaque épisode de la quatrième saison contient un épisode de CTPS+ contenant le même numéro que lui (cf. modules ci-dessous) :
1. Module 1 : Le pH, 18 décembre 2021 (2 min 15 s)
2. Module 2 : L'extraction des pierres précieuses, 10 décembre 2021 (2 min 36 s)
3. Module 3 : La parthénogenèse, 11 décembre 2021 (2 min 18 s)
4. Module 4 : L'Hélium et la voix, 15 décembre 2021 (1 min 27 s)
5. Module 5 : Les méduses contre la pollution, 21 janvier 2022 (1 min 14 s)
6. Module 6 : Le sable : une ressource menacée, 18 février 2022 (2 min 20 s)
7. Module 7 : Brève histoire d'Internet, 4 février 2022 (2 min 42 s)
8. Module 8 : Se protéger des assauts de la mer, 11 décembre 2021 (2 min 33 s)
9. Module 9 : L'asthme, 15 décembre 2021 (2 min 12 s)
10. Module 10 : La conservation des fruits et légumes, 19 décembre 2021 (2 min 15 s)
11. Module 11 : Rien n'est laissé au hasard, 22 décembre 2021 (2 min 57 s)
12. Module 12 : Le biomimétisme, 7 janvier 2022 (3 min 14 s)
13. Module 13 : Brève histoire de la pénicilline (2 min 45 s)
14. Module 14 : Les Pôles magnétiques (2 min 12 s)
15. Module 15 : Pourquoi les observatoires sont en altitude ?, 4 mars 2022 (1 min 56 s)
16. Module 16 : La vision du cheval (1 min 16 s)
17. Module 17 : Le sens du toucher (2 min 08 s)
18. Module 18 : La programmation informatique (2 min 27 s)
19. Module 19 : Hydrogène : le carburant du futur ? (2 min 45 s)
20. Module 20 : L'iode dans le sel, 18 février 2022 (2 min 06 s)
21. Module 21 : La science et les animaux, 21 janvier 2022 (2 min 41 s)
22. Module 22 : Le mètre étalon, 4 février 2022 (2 min 32 s)
23. Module 23 : Courants marins et climat, 4 mars 2022 (2 min 29 s)
24. Module 24 : Les états de la matière (3 min 28 s)
25. Module 25 : La persistance rétinienne (2 min 22 s)

#### Troisième série (2022-2023)
Chaque épisode de la cinquième saison contient un épisode de CTPS+ contenant le même numéro que lui, selon le principe de la saison précédente (cf. modules ci-dessous) :
1. Module 1 : Le sang des règles, 10 février 2023 (2 min 45 s)
2. Module 2 : Qu'est-ce que le Big Bang ?, 7 octobre 2022 (2 min 33 s)
3. Module 3 : Aidons la biodiversité dans nos jardins et sur nos balcons, 7 octobre 2022 (2 min 38 s)
4. Module 4 : Qu'est-ce que la surpêche ?, 27 janvier 2023 (2 min 15 s)
5. Module 5 : Le viaduc de Millau, un ouvrage exceptionnel, 7 octobre 2022 (2 min 15 s)
6. Module 6 : Des algues pour remplacer le plastique !, 27 janvier 2023 (2 min 21 s)
7. Module 7 : Focus attentionnel : comment les magiciens nous manipulent ?, 21 octobre 2022 (2 min 39 s)
8. Module 8 : Comment préserver le sol pour les vers de terre ?, 4 novembre 2022 (2 min 23 s)
9. Module 9 : Les émotions dans le cerveau, 2 décembre 2022 (3 min 07 s)
10. Module 10 : Crues : pourquoi nos rivières débordent ?, 24 février 2023 (2 min 44 s)
11. Module 11 : Qu'est-ce que la force d'attraction terrestre ?, 7 octobre 2022 (2 min 04 s)
12. Module 12 : Qu'est-ce que le mur du son ?, 21 octobre 2022 (2 min 30 s)
13. Module 13 : Qu'est-ce que le nombre Pi ?, 18 novembre 2022 (2 min 35 s)
14. Module 14 : Le sommeil, l'ami de la mémoire, 2 décembre 2022 (2 min 12 s)
15. Module 15 : Courant alternatif et courant continu, 30 décembre 2022 (3 min 20 s)
16. Module 16 : Qu'est-ce que la cryptomonnaie ?, 18 novembre 2022 (2 min 28 s)
17. Module 17 : Qu'est-ce qu'une onde électromagnétique ?, 13 janvier 2023 (2 min 26 s)
18. Module 18 : Des moustiques génétiquement modifiés, 16 décembre 2022 (2 min 33 s)
19. Module 19 : La proprioception, une faculté incroyable des chats, 16 décembre 2022 (2 min 44 s)
20. Module 20 : Canicule : gare au coup de chaud !, 24 février 2023 (2 min 19 s)
21. Module 21 : La déforestation dans le monde, 10 mars 2023 (2 min 02 s)
22. Module 22 : Le goût, une histoire de culture, 10 février 2023 (2 min 56 s)
23. Module 23 : Les animaux à "sang chaud" et à "sang froid", 13 janvier 2023 (2 min 41 s)
24. Module 24 : San Francisco, la ville écolo !, 4 novembre 2022 (2 min 45 s)
25. Module 25 : L'impact de la riziculture sur le réchauffement climatique, 10 mars 2023 (2 min 31 s)

#### Quatrième série (2023-2024)
Chaque épisode de la sixième saison contient un épisode de CTPS+ contenant le même numéro que lui, selon le principe des deux saisons précédentes (cf. modules ci-dessous) :
1. Module 1 : Les anciennes variétés de blé, 17 octobre 2023 (3 min 07 s)
2. Module 2 : La bipédie, 17 octobre 2023 (2 min 30 s)
3. Module 3 : Les crocodiles : une espèce menacée, 17 octobre 2023 (3 min 23 s)
4. Module 4 : La vision des couleurs chez les animaux, 17 octobre 2023 (3 min 04 s)
5. Module 5 : Les nouvelles fibres textiles, 17 octobre 2023 (2 min 35 s)
6. Module 6 : La photo couleur, comment ça marche ?, 17 octobre 2023 (2 min 08 s)
7. Module 7 : Comment fonctionne le dessin industriel ?, 17 octobre 2023 (2 min 15 s)
8. Module 8 : La langue des signes, toute une histoire, 17 octobre 2023 (1 min 56 s)
9. Module 9 : L'histoire des Jeux olympiques, 6 octobre 2023 (2 min 58 s)
10. Module 10 : La Joconde, 17 octobre 2023 (2 min 05 s)
11. Module 11 : La reproduction des baleines, 17 octobre 2023 (1 min 59 s)
12. Module 12 : Des satellites par milliers !, 17 octobre 2023 (3 min 03 s)
13. Module 13 : Le fer, la rouille et l'acier inoxydable, 17 octobre 2023 (2 min 16 s)
14. Module 14 : La musique et les émotions, 17 octobre 2023 (3 min 05 s)
15. Module 15 : Haut Potentiel Intellectuel, 17 octobre 2023 (3 min 13 s)
16. Module 16 : Peut-on jouer au foot sur la Lune ?, 6 octobre 2023 (2 min 22 s)
17. Module 17 : Le noyau terrestre, ce grand inconnu, 17 octobre 2023 (2 min 22 s)
18. Module 18 : Les ponts les plus incroyables du monde !, 17 octobre 2023 (2 min 34 s)
19. Module 19 : La reproduction hermaphrodite, 17 octobre 2023 (2 min 38 s)
20. Module 20 : Comment fonctionne un microscope optique ?, 17 octobre 2023 (2 min 06 s)
21. Module 21 : La consommation de viande et ses effets sur le climat, 17 octobre 2023 (2 min 36 s)
22. Module 22 : Jane Goodall : une vie au service des animaux, 17 octobre 2023 (2 min 26 s)
23. Module 23 : 30 min d'activité physique par jour, tout un programme !, 6 octobre 2023 (2 min 13 s)
24. Module 24 : Les submersions marines, 17 octobre 2023 (1 min 56 s)
25. Module 25 : Comment créer un jeu vidéo ?, 17 octobre 2023 (2 min 22 s)

### Expériences scientifiques de CTPS
Le 4 octobre 2024, à l'occasion du début de la trente-troisième Fête de la science et de la sortie des six premiers épisodes de la septième saison de CTPS, Lumni publie 15 mini-épisodes intitulés Les expériences scientifiques de CTPS. Il s'agit d'une série dérivée de l'émission dans laquelle un des trois animateurs (Mathieu, Kimi ou Cécile) est accompagné d'un enfant pour réaliser une expérience scientifique. Contrairement à la série CTPS+, celle-ci n'est pas directement reliée à un épisode principal.

#### Saison 1 (2024)
Dans cette première saison, Mathieu, Kimi et Cécile réalisent des expériences en compagnie de six enfants : Sophie, Dalil, Roman, Sasha, Balthazar et Éline.
1. Crée une tornade dans une bouteille ! (5 min 11 s)
2. Crée un arc-en-ciel liquide ! (4 min 55 s)
3. Fabrique des sables mouvants ! (5 min 11 s)
4. Fabrique de l'engrais ! (4 min 41 s)
5. Teste les incroyables pouvoirs du blob ! (5 min 51 s)
6. Fabrique du dentifrice pour éléphant ! (3 min 48 s)
7. Fais rentrer un œuf... dans une bouteille ! (3 min 50 s)
8. Fabrique une montgolfière ! (3 min 43 s)
9. Pourquoi j'ai froid quand je sors de ma douche ? (4 min 20 s)
10. Fabrique de l'ADN ! (5 min 49 s)
11. Crée un œuf caoutchouteux ! (3 min 58 s)
12. Fais fondre la glace ! (4 min 37 s)
13. Crée une éruption volcanique ! (4 min 48 s)
14. Empêche ta pomme de devenir marron ! (4 min 15 s)
15. Crée des courants marins ! (3 min 50 s)